# Gelasma vagistriga
Gelasma vagistriga là một loài bướm đêm trong họ Geometridae.